# Каутель
Ка́утель (нем. Kautel), также мы́за Ка́утъяла (эст. Kautjala mõis) — городская мыза на севере Эстонии, в волости Раэ уезда Харьюмаа. Согласно историческому административному делению, относилась к приходу Юри (нем. Kirchspiel Jürgens).

## История мызы
Мыза Каутъяла была основана в конце XVII века, когда её отделили от земель мызы Раэ. С основания и до окончания века мыз в 1919 году принадлежала городу Таллину.
На военно-топографических картах Российской империи, в состав которой входила Эстляндская губерния, мыза обозначена как Каутель.

## Мызный комплекс
Главным зданием мызы является одноэтажное каменное строение с плоской фронтальной крышей, построенное в 1850 году.
От исторического Тартуского шоссе к сердцу мызы вела дорога длинной 1,8 км. Последние 300 метров этой дороги были сорентированы на центр фасада главного здания, где находился парадный вход.
Дополнительные хозяйственные строения находились большей частью в окрестностях главного здания мызы, его также окружал небольшой парк.

## Современное состояние
В настоящее время мыза сохранилась в более-менее первозданном виде; хозяйственные строения в основном перестроены. Бо́льшая часть строений, находящихся к западу от мызы, используется в качестве хутора. Аллея, которая ранее вела к мызе, превратилась в подъездную дорогу к этому хутору.